# Aeletes simplex
Aeletes simplex är en skalbaggsart som först beskrevs av J. E. Leconte 1844.  Aeletes simplex ingår i släktet Aeletes och familjen stumpbaggar. Inga underarter finns listade i Catalogue of Life.